# 歪み (X-ファイルのエピソード)
「歪み」（原題:Død Kalm）は『X-ファイル』のシーズン2第19話で、1995年3月10日にFOXが初めて放送した。

## スタッフ
- 監督:ロブ・ボウマン
- 脚本:ハワード・ゴードン、アレックス・ガンサ
- 原案:ハワード・ゴードン

## キャスト

### レギュラー
- デイヴィッド・ドゥカヴニー - フォックス・モルダー特別捜査官
- ジリアン・アンダーソン - ダナ・スカリー特別捜査官

### ゲスト
- ジョン・サヴェージ - ヘンリー・トロンダイム
- デヴィッド・キュービット - バークレー艦長
- ウラジミール・クリッチ - オラフソン
- ドミトリー・チェポヴェツキー - ハーパー

## ストーリー
アメリカ海軍の護衛艦、USSアーデントはノルウェー海を航行中に怪現象に遭遇した。船内は大混乱に陥り、乗組員たちは船長の命令を無視して次々と救命ボートで脱出していった。それから8時間後、彼らの乗った救命ボートはカナダの漁船に発見された。不思議なことに、救命ボートの船員たちは急速に老化してしまい、とても20代には見えなかった。
モルダーとスカリーはUSSアーデントの乗組員の中で唯一生き残ったハーパーの下を訪れた。ハーパーは20代であったが、最早本人であるか否かが分からないほどに老化していた。USSアーデントが消息を絶った北緯65度線付近の海は海難事故多発地帯として有名だったが、乗組員の老化が報告されたのは今回が初めてだった。モルダーはUSSアーデントが航行中に時空乱流に巻き込まれたと主張した。当然、スカリーはその主張を退けたが、モルダーはフィラデルフィア計画を持ち出して自説を曲げなかった。
モルダーとスカリーは地元のトロール漁船の船長、ヘンリー・トロンダイムの協力の下、USSアーデントが消息を絶った場所に急行した。3人はアーデント号を発見したが、完全に錆び付いており、建造されてから数年しか経過していない船には見えなかった。船内には、遺体が複数放置されていたが、そのどれもがミイラ化していた。バークレー艦長は辛うじて生きていたが、彼もまた急速に老化していた。艦長は「謎の発光体に遭遇した後、時間が消えた」と語った。3人がトロール船に戻ったところ、船員の一人が何者かに殺害されていた。
その後、トロンダイムはオラフソンに襲撃された。オラフソンは2日間にもわたってアーデント号にいたというが、彼には老化の兆しが一切見えなかった。その一方で、モルダーとスカリー、トロンダイムの3人には急速な老化の徴候が見られるようになった。スカリーは「アーデント号が海中にある金属の近くを航行したため、活性酸素が急速に増大し、それが乗組員を急速に老化させた」という仮説を立てた。船内を調査した3人は船の下水管だけは何故か腐食していないこと、船の貯水タンクが何かによって汚染されていることに気が付いた。船内の水を飲んでいないオラフソンが老化していないことからするに、その水が老化の原因であることは明白だった。それを知ったトロンダイムは怒り狂い、オラフソンを殺して安全な水を強奪した。
血液検査の結果、汚染された水は酸化ストレスを大幅に像出させ、それが高ナトリウム血症を引き起こしていることが判明した。スカリーは安全な水を確保しようとしたが、トロンダイムはそれらを独り占めしようとした。トロンダイムの説得に失敗したスカリーは必死で水をかき集めたが、船内にはごく僅かしかなかった。しばらくして、海水が腐食した船壁を突き破って船内に流入してきた。立てこもっていたトロンダイムは脱出することできず、そのまま溺死してしまった。モルダーとスカリーは意識を失ってしまったが、間一髪のところで救助隊がやって来た。
スカリーの記録のお陰で、医者たちは迅速にモルダーを処置することができた。スカリーはアーデント号の精密な調査をしたいと申し出たが、船は既に沈んでしまっていた。

## 製作
製作チームは「入植 Part.1」と「入植 Part.2」を製作するに当たって、カナダ海軍から退役艦のHMCSマッケンジーを借り受けていた。クリス・カーターは大型船を舞台にしたエピソードを作る好機が来たと思い、ハワード・ゴードンにそのエピソードの脚本の執筆を任せた。

### 撮影
退役した艦船を使用した大がかりな撮影を前にして、製作チームの士気はかつてないほどに高まっていた。しかし、本エピソードの撮影を開始した途端、いくつかの問題が発生した。バンクーバーの気温が急に下がり、船内での撮影に支障を来したのである。また、ドゥカヴニーとアンダーソンに特殊メイクを施す作業に殊の外時間がかかり、製作に遅れが生じてしまった。ロブ・ボウマンは本エピソードを「地獄から生まれたエピソード」と評している。
船内及び船上でのシーンの殆どはマッケンジー号を使って撮影された。漂流船に外見を似せるため、マッケンジー号の一部に錆色の塗装が施された。当初、製作チームはマッケンジー号をバンクーバー市内のニューウェストミニスター埠頭に停泊させていたが、ビル群の光が原因で夜間の撮影に支障が出たため、同艦をジョージア海峡に移動させることにした。移動させるために1万ドル余りが費やされた。本エピソードの撮影終了後、マッケンジー号は海に沈められ、人工魚礁となった。
撮影環境があまりに過酷だったため、製作チームは撮影場所近くにバーと救護室になり得る建物を探すことにした。苦労した末に、地元のヨットクラブを借り受けることができた。そのヨットクラブはドゥカヴニーの自宅（当時）の近くに位置していた。

## 評価
1995年3月10日、FOXは本エピソードを初めてアメリカで放映し、1650万人の視聴者（1020万世帯）を獲得した。
本エピソードは批評家から好意的に評価されたが、欠点が目立つとも指摘された。『エンターテイメント・ウィークリー』は本エピソードにB評価を下し、「特殊メイクが不格好ではあるが、漂流船という舞台設定がその欠点を相殺している。モルダーとスカリーが互いを労る姿も良い」と評している。
ロバート・シャーマンとラース・ピアソンは著書『Wanting to Believe: A Critical Guide to The X-Files, Millennium & The Lone Gunmen』の中で、本エピソードに5つ星評価で星3つ半を下しており、「設定は素晴らしいが、終わり方が実に物足りない」「脚本家があまりにも不器用な終わり方をするプロットしか書けないのなら、そこから抜け出す術はもはやない。彼らは金輪際脚本を書くべきではない」「老衰しきったモルダーとスカリーを描きたかったのだろうが、スカリーは思考が明瞭なお婆ちゃんに見える上に、モルダーに至ってはラテックスゴムを着用しているようにしか見えない」と述べている。